# Henry Wilson Allen
Henry Wilson "Heck" Allen (Kansas, 12 de setembro de 1912 - Van Nuys, 26 de outubro de 1991) foi um escritor e roteirista americano. Ele usou vários pseudônimos diferentes para seus trabalhos. Seus mais de 50 romances do oeste americano foram publicados sob os pseudônimos Will Henry e Clay Fisher. Os roteiros e scripts de Allen para curtas-metragens foram creditados a Heck Allen e Henry Allen. 

## Biografia
Henry Wilson Allen nasceu em Kansas City, Missouri. Antes de começar sua carreira de escritor, trabalhou de várias maneiras como ajudante de estábulo, balconista e garimpeiro. Em 1937, ele começou a trabalhar como roteirista de contrato para a divisão de animação da MGM. Enquanto seu trabalho inicial foi para a série "Barney Bear" de Harman e Ising, sua colaboração mais longa foi com o diretor Tex Avery. Allen foi creditado como artista da história em muitos curtas clássicos da Avery, incluindo Swing Shift Cinderella, King-Size Canary e The First Bad Man, entre muitos outros. Allen subestimou suas contribuições para o curta, alegando que Avery o usava apenas como uma caixa de ressonância para suas próprias ideias.
A carreira de Allen como romancista começou em 1950, com a publicação de seu primeiro Western No Survivors. Allen, com medo de que o estúdio desaprovasse seu trabalho, usou um pseudônimo para evitar problemas. Ele publicou mais de 50 romances, oito dos quais foram adaptados para a tela. A maioria deles foi publicada sob um ou outro dos pseudônimos de Will Henry e Clay Fisher. Allen foi cinco vezes vencedor do Spur Award dos Western Writers of America e ganhador do Levi Strauss Award por conquistas ao longo da vida. 
Allen morreu de pneumonia em 26 de outubro de 1991 em Van Nuys, Califórnia. Ele tinha 79 anos.